# Pallacanestro Cantù 1991-1992
Questa voce raccoglie le informazioni riguardanti la Pallacanestro Cantù nelle competizioni ufficiali della stagione 1991-1992.

## Stagione
La stagione 1991-1992 della Pallacanestro Cantù sponsorizzata Shampoo Clear, è la 37ª nel massimo campionato italiano di pallacanestro, la Serie A1.
Al termine della stagione 1990-1991 il capitano Pierluigi Marzorati decise di ritirarsi, dopo aver vinto tutto a livello nazionale e mondiale. Il suo posto venne preso da Beppe Bosa. Il 12 settembre nel "Marzorati Day" la società decise di ritirare la maglia numero 14 che per ventidue anni aveva portato sulle spalle.
Il grande entusiasmo portò all'inizio del campionato a tre vittorie su quattro in cui Pace Mannion aveva indossato i panni del leader mentre a turno Alberto Rossini, Alberto Tonut e Beppe Bosa riuscivano a diventare gli uomini di giornata. Poi, però, ci furono cinque sconfitte di fila in campionato e anche la battuta d'arresto in Coppa Korać contro il Paşabahçe al primo turno. Fortunatamente al ritorno i canturini furono vittoriosi sui turchi e approdarono al difficilissimo girone con Hapoel Tel Aviv, Forum Valladolid e Iraklis Salonicco. L'andata in Coppa fu tutta in salita, ma con l'avvio del ritorno di campionato, dove la Pallacanestro Cantù fu capace di ottenere sette vittorie nelle prime nove partite, le cose cambiarono e Cantù conquistò l'accesso ai quarti contro il Taugrés Vitoria. Spagnoli battuti in sia in casa che in trasferta. In questo modo i biancoblù parteciparono alla semifinale tutta tricolore contro la Scavolini Pesaro. Al Pianella passarono i canturini per 76-74 ma al ritorno, dopo essere stati anche sopra di dodici, finì 89-86 per i marchigiani e quel +1 nel computo totale valse la finale alla Scavolini Pesaro. Invece in campionato la Pallacanestro Cantù chiuse al quinto posto e ai playoff incontrarono la Lotus Montecatini, seconda classificata in A2, che venne sconfitta in due gara e così quarti di finale contro la Knorr Bologna come l'anno precedente. Fu una serie più combattuta, tanto da arrivare a gara-3, dove a vontotto secondi dal termine la Clear Cantù era sopra di un punto. Ultima azione in mano dei padroni di casa con Augusto Binelli che realizzò il tiro del sorpasso a pochi secondi dalla fine che sancì una vera e propria beffa per i biancoblù.

## Roster
|    | Naz.                   | Ruolo | Sportivo           |  |  |  | Note |
| -- | ---------------------- | ----- | ------------------ |  |  |  | ---- |
| 4  | Italia (bandiera)      | P     | Eros Buratti       |  |  |  |      |
| 5  | Italia (bandiera)      | C     | Omar Tagliabue     |  |  |  |      |
| 6  | Italia (bandiera)      | A     | Alessandro Zorzolo |  |  |  |      |
| 7  | Italia (bandiera)      | AG    | Alberto Tonut      |  |  |  |      |
| 8  | Italia (bandiera)      | AG    | Beppe Bosa         |  |  |  |      |
| 9  | Italia (bandiera)      | P     | Alberto Rossini    |  |  |  |      |
| 10 | Italia (bandiera)      | G     | Andrea Gianolla    |  |  |  |      |
| 11 | Stati Uniti (bandiera) | C     | Adrian Caldwell    |  |  |  |      |
| 15 | Italia (bandiera)      | C     | Angelo Gilardi     |  |  |  |      |
| 18 | Stati Uniti (bandiera) | G     | Pace Mannion       |  |  |  |      |
| -  | Italia (bandiera)      | AG    | Pietro Bianchi     |  |  |  |      |
| -  | Italia (bandiera)      |       | Stefano Mantica    |  |  |  |      |
| -  | Italia (bandiera)      |       | Claudio Meroni     |  |  |  |      |
|    | Italia (bandiera)      | ALL   | Fabrizio Frates    |  |  |  |      |

## Mercato
| Acquisti | Acquisti        | Acquisti              | Acquisti   |
| R.       | Nome            | da                    | Modalità   |
| -------- | --------------- | --------------------- | ---------- |
| AG       | Alberto Tonut   | Libertas Livorno 1947 | definitivo |
| C        | Adrian Caldwell | Houston Rockets       | definitivo |

| Cessioni | Cessioni            | Cessioni       | Cessioni       |
| R.       | Nome                | a              | Modalità       |
| -------- | ------------------- | -------------- | -------------- |
| P        | Pierluigi Marzorati |                | ritirato       |
| C        | Roosevelt Bouie     | Ourense        | fine contratto |
| AC       | Davide Pessina      | Olimpia Milano | fine prestito  |
| AG       | Silvano Dal Seno    | Basket Rimini  | fine contratto |